# 가계도

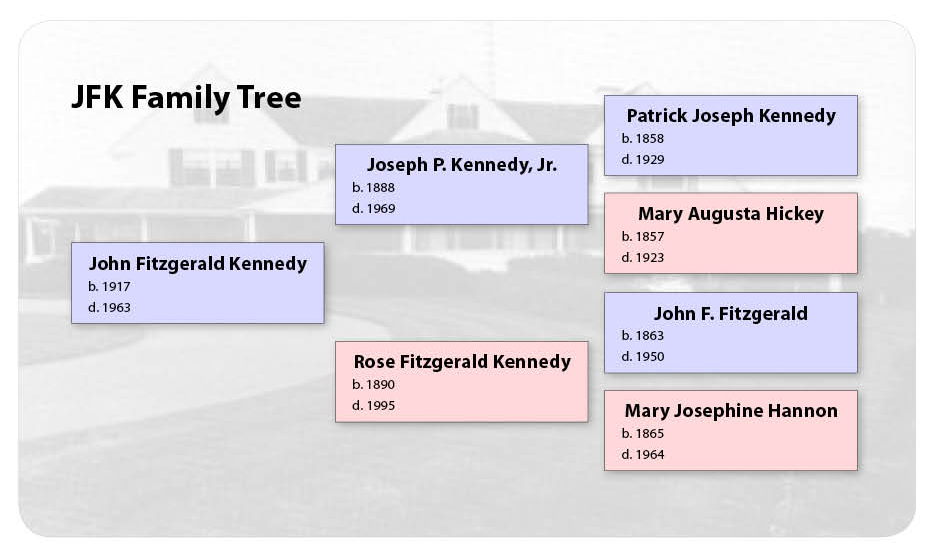
케네디가의 가계도.

가계도(家系圖)는 한 가문의 대대의 계통을 그림으로 나타낸 것을 말한다.

## 같이 보기
- 심리학적 가계도